# リューデナウ
リューデナウ (ドイツ語: Rüdenau) はドイツ連邦共和国バイエルン州ミルテンベルク郡に属す町村（以下、本項では便宜上「町」と記述する）。クラインホイバッハ行政共同体に属す。

## 地理
リューデナウはバイエリシェ・ウンターマイン地方に位置する。リューデナウ地区のみからなる自治体である。

### 自治体の構成
この町は、公式にはリューデナウ集落単独で構成される。

## 歴史
1285年5月3日、騎士ヴィペルト・リュート・フォン・リューデナウはゲンツとヴェックバッハの十分の一税収入をアモールバッハ修道院に寄贈した。この時点までにすでに村は成立していたと思われる。1635年までリュート家が開墾した谷とブドウ山からなるこの村を治めた。
1803年の帝国代表者会議主要決議によってマインツ領だったこの村はライニンゲン侯領となり、1806年にバーデン陪臣領、1810年にヘッセン＝ダルムシュタット大公領と変遷し、1816年にフランクフルト・アム・マインで開催されたヘッセン / バイエルン会談で最終的にバイエルン領と定められた。

### 人口推移
1950年までの推移は町の年代記によった。1900年の数値は推測値である。
| 年   | 人口（人） |
| ---- | ---------- |
| 1792 | 328        |
| 1832 | 432        |
| 1900 | 500        |
| 1939 | 555        |
| 1950 | 646        |
| 1970 | 745        |
| 1987 | 793        |
| 2000 | 868        |

## 行政
町長はモニカ・ヴォルフ＝プレスマン (Freie Wählergemeinschaft Rüdenau) である。彼女は2020年3月15日の選挙で 79.4 % の票を獲得して町長に選出された。

### 紋章
リューデナウの紋章にはスパイクの付いた首輪をした猟犬が描かれている。さらに村の泉を表す波線と首切り刀がある。これは昔有していた裁判権（さらには絞首台もあった）を意味している。

## 見所
- 聖オッティリーン教会
- オッティリーンの泉

## 引用
1. ↑  https://www.statistikdaten.bayern.de/genesis/online?operation=result&code=12411-003r&leerzeilen=false&language=de Genesis-Online-Datenbank des Bayerischen Landesamtes für Statistik Tabelle 12411-003r Fortschreibung des Bevölkerungsstandes: Gemeinden, Stichtag (Einwohnerzahlen auf Grundlage des Zensus 2011)
2. ↑  Bayerische Landesbibliothek Online
3. ↑  “Bürgermeisterwahl Rüdenau”. 2021年4月23日閲覧。